# سيرغي ألكسندروفيتش زاخاروف
سيرغي ألكسندروفيتش زاخاروف هو لاعب كرة قدم روسي في مركز الوسط، ولد في 9 ديسمبر 1984 في ليبيتسك في روسيا. لعب مع FC Sever Murmansk ‏.